# Oregon Route 339
Az Oregon Route 339 (OR-339) egy oregoni állami országút, amely észak–déli irányban a 11-es út Milton–Freewater-i elágazásától a washingtoni államhatárig halad.
A szakasz Freewater Highway No. 339 néven is ismert.

## Leírás
A pálya a 11-es útról Milton–Freewaternél ágazik le északnyugati irányban. A keleti Broadway sugárúton és az északi főutcán át észak–kelet–észak felé hagyja el a várost, majd áthalad Cobb, Sunnyside, Crockett és Ferndale településeken, végül egy északnyugati kanyar után a washingtoni államhatárhoz érkezik.